# De Dion-Bouton Type DL
Der De Dion-Bouton Type DL ist ein Pkw-Modell aus den 1910er Jahren. Hersteller war De Dion-Bouton aus Frankreich.

## Beschreibung
Die Zulassung durch die nationale Zulassungsbehörde erfolgte am 15. Januar 1912. Vorgänger war der Type CU.
Der Vierzylindermotor hat 100 mm Bohrung, 140 mm Hub und 4398 cm³ Hubraum. Er war damals in Frankreich mit 25 Cheval fiscal (Steuer-PS) eingestuft. Er ist vorne im Fahrgestell montiert und treibt über ein Dreiganggetriebe und eine Kardanwelle die Hinterräder an. Der Wasserkühler ist direkt vor dem Motor hinter einem deutlich sichtbaren Kühlergrill. Die Hinterachse ist eine De-Dion-Achse.
Die Basis bildet ein Pressstahlrahmen. Der Radstand beträgt 3330 mm und die Spurweite 1450 mm. Eine Fahrzeuglänge von 4630 mm ist bekannt.
Bekannt sind Aufbauten als Tourenwagen, Limousine und Landaulet.
Das Modell wurde nur 1912 produziert. Nachfolger wurde der Type EB, der am 12. November 1912 seine Zulassung erhielt.